# Кирил Габуричи
Кирил Василиевич Габурич (на румънски: Chiril Gaburici; роден на 23 ноември 1976 г., с. Логанещи, Котовски район, Молдовска ССР, СССР) е молдовски държавник, икономист, предприемач. На 18 февруари 2015 г. Парламентът на Молдова го одобрява за министър-председател на страната. Той подава оставка от поста министър-председател на Молдова на 12 юни 2015 г.

## Биография
Роден е на 23 ноември 1976 г. в село Логанещи, Котовски район, Молдовска ССР (сега Хинчещски район, Република Молдова).
През 2001 – 2003 г. е представител на регионалния отдел продажби на мобилния оператор Moldcell, където отговаря за развитието на оператора в северната част на страната. След това до 2004 г. работи като ръководител на регионален отдел продажби на Moldcell. От май 2004 г. до октомври 2008 г. е директор на отдел продажби на Moldcell. На 1 ноември 2008 г. поема задълженията на генерален директор на Moldcell.
През 2012 г. Габурич се премества в Азербайджан, където оглавява Azercell Telekom. През декември 2014 г. той доброволно подава оставка като президент на компанията.
На 14 февруари 2015 г. с указ на президента на Молдова Николае Тимофти е назначен за кандидат за поста министър-председател на страната. На 18 февруари 60 (от 101) депутати гласуват за правителството на Габурич.
След като Главната прокуратура на Молдова започва разследване за фалшифициране на диплома за образование, Габурич подава оставка от поста министър-председател на Молдова на 12 юни 2015 г. Малко след оставката делото е прекратено поради изтекла давност: дипломата е издадена през 1995 г., а давността за такива случаи е 2 години.
В периода от 2018 г. до 2019 г. той оглавява Министерството на икономиката и инфраструктурата на Молдова.
През ноември 2020 г. оглавява Съвета на директорите на Bemol Retail SRL, оператор на едноименната мрежа от бензиностанции, Naringi cafe и Bliss premium deli.

## Семейство
Заедно със съпругата си Ирина отглежда двама сина и дъщеря.